# Ciutadelles
|  | Per a altres significats, vegeu «Ciutadella». |

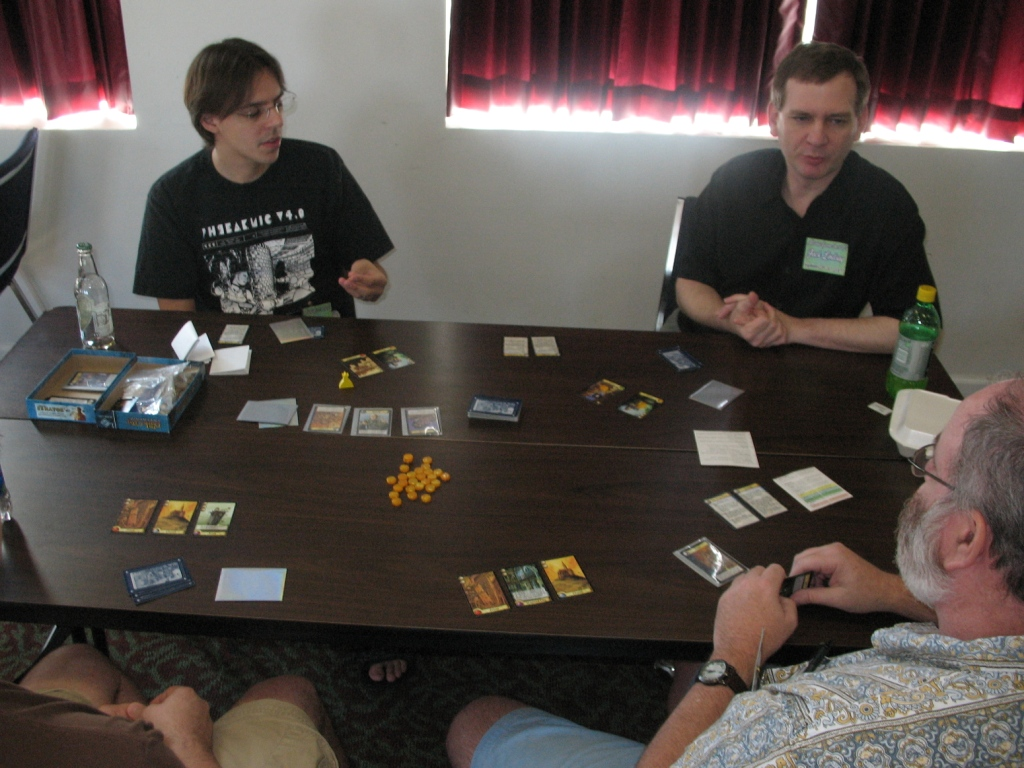
Grup jugant a Ciutadelles

Ciutadelles és un joc de cartes de 2 a 7 jugadors. Dissenyat per Bruno Faidutti l'any 2000, publicat originalment en alemany amb el nom Ohne Furcht und Adel, en català seria «Sense por ni noblesa». El joc va ser finalista del premi Spiel des Jahres de l'any 2000.

## Contingut
El joc inclou vuit cartes de personatges que representen els rols que faran els jugadors cada torn, 65 cartes de districte, 30 fitxes plàstiques de monedes d'or, un marcador de corona i un reglament complet. Les cartes de districte indiquen un nombre variable de monedes d'or per mostrar la seva vàlua i es divideixen en 5 colors que representen la diversitat de la ciutat: districtes nobiliaris (grocs), religiosos (blaus), comercials (verds), militars (vermells) o meravelles (violeta).

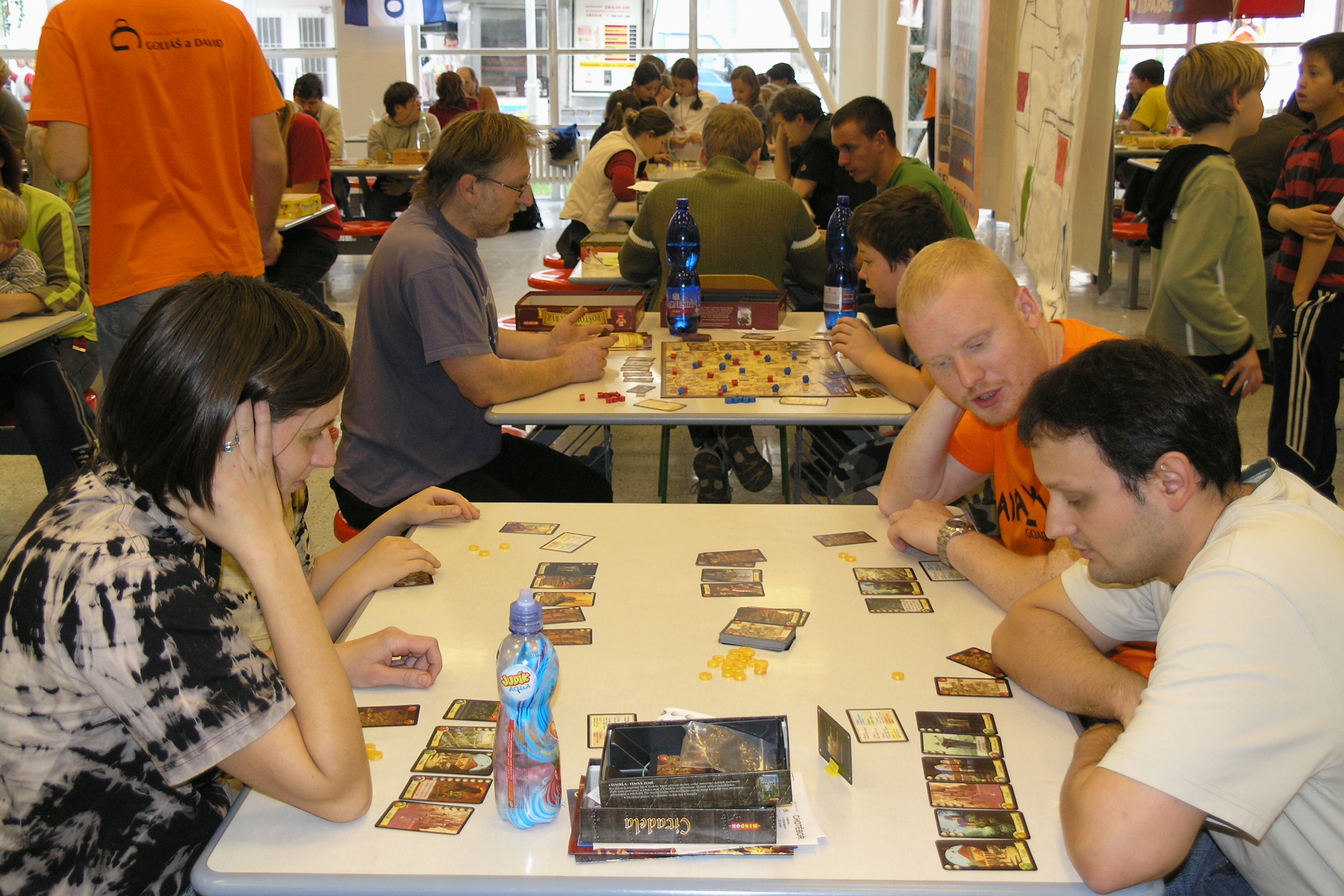
Grup jugant a Ciutadelles.GOADA 2008

## Desenvolupament del joc
Cada jugador comença la partida amb 4 cartes de districte a la mà i 2 monedes d'or. Un dels jugadors serà el vigent rei, començarà amb el marcador de corona. Les cartes de districte es barregen i es posen de cap per avall al centre de la taula juntament amb la resta de marcadors d'or.
A cada torn es barregen les cartes de personatge i se n'aparten diverses a l'atzar, segons el nombre de jugadors. El rei tria un personatge d'entre els que queden de forma oculta, i passa al jugador de la seva dreta la resta de cartes perquè triï al seu torn un personatge. L'operació es repeteix fins que cada jugador hagi triat el seu rol en aquest torn. Un cop finalitzada la tria, el rei crida als personatges un a un per ordre. Quan s'anomena un personatge, el jugador que l'ha escollit mostra la seva tria i realitza les seves accions seguint qualsevol ordre:
- Prendre dues cartes de districte, quedant-se una a la mà i retornant l'altra al final de la pila, o bé prendre 2 monedes d'or.
- Construir un districte a la seva ciutat, col·locant la seva carta corresponent davant seu i descartant-se les monedes d'or indicades a la carta. Cap jugador pot construir dos districtes amb el mateix nom a la seva ciutat, tret que una altra carta indiqui específicament que es pot fer.
- Dur a terme l'habilitat específica del personatge de la seva elecció.

Si el jugador ha acabat el torn o bé el personatge no ha sigut triat, el rei crida al següent personatge fins a anomenar-los tots. En aquest moment, es tornen a barrejar les cartes de personatge i comença un altre torn.

## Objectiu
L'objectiu en Ciutadelles és construir una ciutat amb la millor puntuació mitjançant les cartes de districte. El joc acaba al final del torn on qualsevol jugador hagi construït el seu vuitè districte. Arribat aquest punt cada jugador suma els valors dels seus districtes i s'afegeixen els següents modificadors:
- 4 punts per ser el primer jugador a construir els 8 districtes.
- 2 punts per a la resta de jugadors que hagin construït també 8 districtes.
- 3 punts si a la ciutat del jugador hi ha districtes dels 5 colors.

## Segona edició
La segona edició del joc inclou 71 cartes de districte (en lloc de 65) i 10 personatges nous (en total 18), algun dels quals permet la participació de fins a 8 jugadors.

## Expansió
S'ha editat una expansió anomenada Ciutadelles: Ciutadella Fosca que consta d'onze cartes noves de districte i les divuit cartes de personatge incloses en la segona edició del joc per als propietaris de la primera edició o bé com a recanvi.

## Tercera Edició
La tercera edició del joc inclou 82 cartes de districte i 18 personatges (són les cartes de la segona edició més les de l'expansió), permetent jugar de 2 a 8 jugadors.